# Masdevallia nidifica
Masdevallia nidifica är en orkidéart som beskrevs av Heinrich Gustav Reichenbach. Masdevallia nidifica ingår i släktet Masdevallia och familjen orkidéer. Inga underarter finns listade i Catalogue of Life.

## Bildgalleri

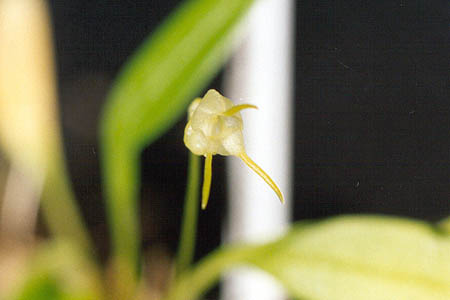
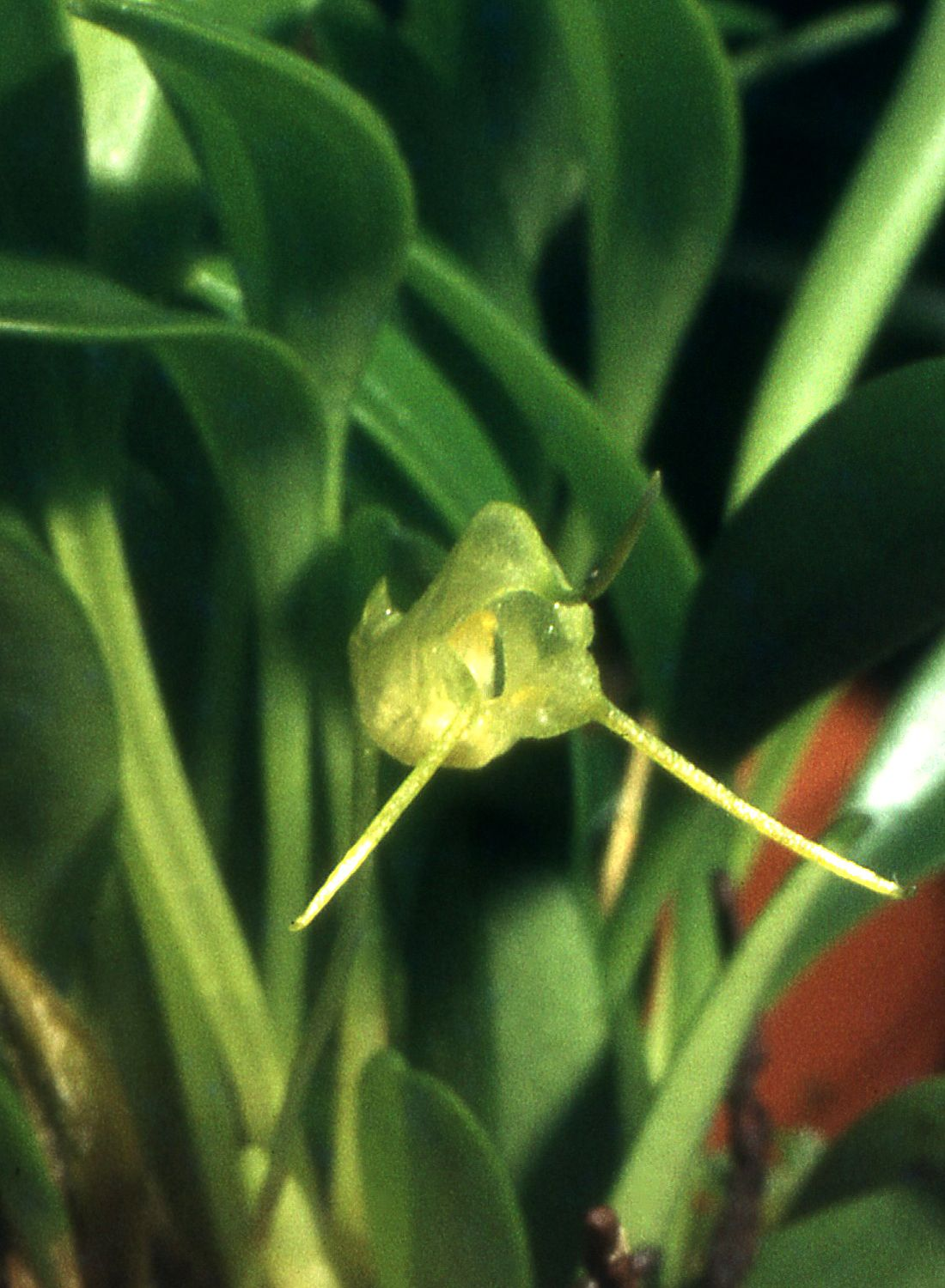
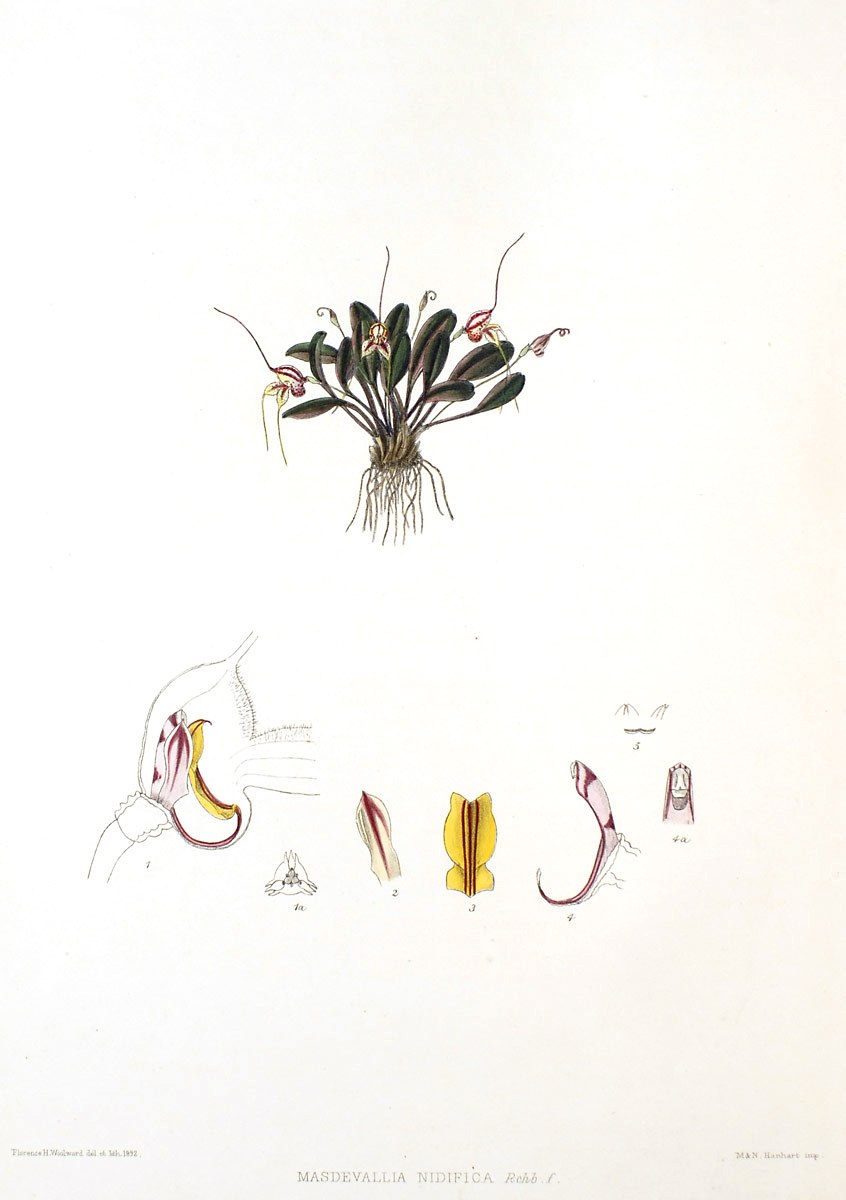